# Epidendrum radicans
Epidendrum radicans, también conocida como "Estrella de Fuego", es una especie de hábito terrestre o epifita perteneciente a la familia de las orquídeas.  Es originaria del Caribe y de Centroamérica desde México hasta Colombia. Ha sido considerada como un sinónimo de  Epidendrum ibaguense Kunth, pero puede reconocerse por su hábito terrestre y las raíces laterales adventicias de los tallos.

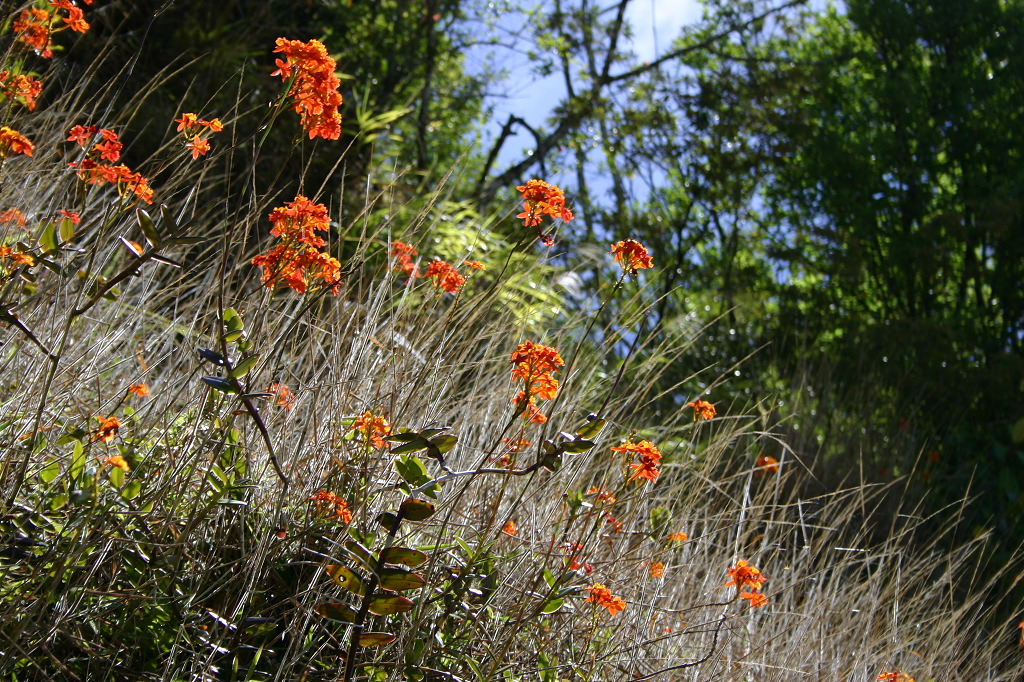

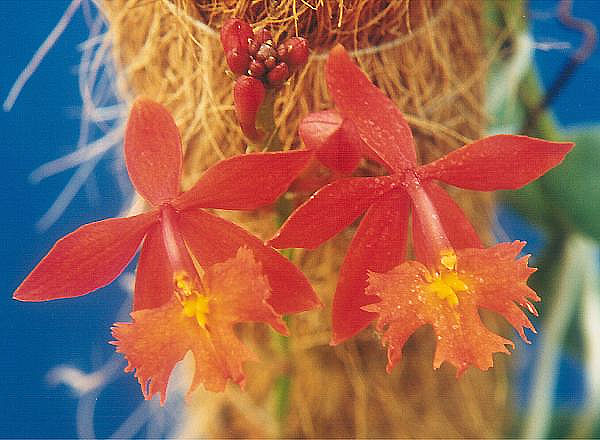
Detalle de la flor

## Descripción
Es una planta herbácea de hábito terrestre (crece sobre el suelo, no sobre los árboles), generalmente sobre las rocas, siendo muy variable, con largas y carnosas raíces aéreas que salen de los tallos. Alcanza un tamaño de hasta 1,5 m de largo. Tiene el tallo cilíndrico, recto, de 19 a 125 cm de largo y 3,5 a 8 mm de diámetro, los principales tendidos sobre la superficie, algo ramificados, las ramas más o menos erectas, trepadoras o también tendidas. Las hojas son alternas, las láminas ovado-elípticas, cortamente mucronadas en el ápice, de 2 a 9 cm de largo y 1,2 a 2,5 cm de largo, gruesas, con consistencia de cuero, con la base abrazando el tallo, a veces algo purpúreas.
La inflorescencia se produce en forma de racimos de hasta 60 cm de largo, a veces ramificados, sobre largos pedúnculos. En la base de cada flor se presenta una bráctea pequeña, triangular, que con el tiempo se seca. Las flores son grandes y vistosas, de color rojo-anaranjado y con la punta de algunos de los pétalos algo amarillenta. Los 3 sépalos y 2 de los 3 pétalos son muy parecidos, el otro pétalo (llamado labelo) muy modificado, con su parte basal angosta y unida a la columna (que es un tubo que forman los estambres unidos al estilo), en el ápice el pétalo se ensancha abruptamente y forma 3 lóbulos con el margen desgarrado; la columna (que como ya se indicó, son los estambres) algo encorvada y dilatada hacia el ápice. Sus frutos son cápsulas elipsoides, acostilladas, de 4.2 a 4.4 cm de largo y 15 a 21 mm de diámetro.

## Distribución y hábitat
Se distribuye por México, Costa Rica, El Salvador, Guatemala, Honduras, Nicaragua, Panamá, Venezuela y Colombia donde es común sobre rocas, a pleno sol en el bosque mesófilo de montaña, bosque de encino, selva subperennifolia, vegetación riparia y matorral perennifolio (García-Cruz y Sánchez, 1999).
Epidendrum radicans fue descrita por  Pav. ex Lindl. y publicado en The Genera and Species of Orchidaceous Plants 104. 1831.
Etimología
Ver: Epidendrum
radicans: epíteto latino que significa "con raíces".
- Sinónimos:[2][n. 1]

- Epidendrum rhizophorum Bateman ex Lindl., Edwards's Bot. Reg. 24(Misc.): 8 (1838).
- Epidendrum pratense Rchb.f., Beitr. Orchid.-K. C. Amer.: 84 (1866).
- Epidendrum radicans var. chiriquense Schltr., Repert. Spec. Nov. Regni Veg. Beih. 17: 39 (1922).